# Can Xaló
Can Xaló és una obra amb elements gòtics de Fontcoberta (Pla de l'Estany) inclosa a l'Inventari del Patrimoni Arquitectònic de Catalunya.

## Descripció
L'edifici principal consisteix en un cos de planta baixa, primer pis i golfes practicables, cobert a dues aigües, amb el carener orientat de nord a sud. Al vessant de llevant hi ha adossat un cos longitudinal al primer, on sobresurt una finestra gòtica de dues ogives. La façana principal s'orienta al sud, els baixos estan formats per dos arcs de pedra, formant part d'una construcció més primitiva, sobre els que s'hi recolza un altre cos més nou, és estranya la no continuïtat del pilar que suporta el teulat amb el de les voltes de la part inferior. Situat al sud de la casa destaca la pallissa, a punt d'enrunar-se, formada per un gran arc de pedra.

## Història
El Mas Planells ha estat un edifici molt modificat en el temps, on del primitiu mas s'han anat afegint nous cossos i alhora subdividint els existents. Can Xalo és el cos afegit a llevant amb la finestra gòtica. Avui aquest mas està deshabitat, si bé està en tràmit la seva rehabilitació com a segona residència, almenys una part d'ell.